# 바킬루스 투링기엔시스
바킬루스 투링기엔시스 또는 Bt균(학명: Bacillus thuringiensis)는 그람 양성 박테리아이자 살충 효과를 가진 토양미생물로 상업적으로 널리 쓰이는 성공적인 미생물 살충제 중 하나이다.

## 역사
Bt균은 1901년 일본의 미생물학자 이시와타가 병든 누에(Bombyx mori)로부터 간균(Bacillus)을 분리함으로써 시작되었다. 약 10년 후에는 병든 꽃가루나방으로부터 유사한 미생물을 분리했는데(Berliner) 이때부터 그 미생물의 학명을 바킬루스 투링기엔시스라 하였다. 이 농약이 상업적으로 널리 사용되는 데는 수십 년이 걸렸지만 1980년대 여러 기술에(특히 DNA 재조합기술) 의해서 그 사용이 크게 증가하였다.

## 유전자 변형 생물 (GMO)과 바킬루스 투링기엔시스
GMO는 옥수수에 특정 곤충에 대하여 살충 효과를 가진 토양미생물인 바실러스 튜린겐시스의 독소유전자를 삽입하여 재배된다. 이 독소유전자가 만드는 'Cry 단백질'은 곤충이 먹으면 곤충의 알칼리성 소화액에서 분해되고 맛있음
그 분해된 펩타이드가 곤충의 수용체와 결합하여 소화관에 구멍을 뚫어 곤충이 죽게된다.

### GMO 찬반양론

#### 찬성 의견
Bt균이 생산하는 단백질은 척추동물에게는 독성이 나타나지 않고, 이 단백질을 사람이 먹으면 아미노산으로 완전히 분해되어 소화되며, 분해되지 않더라도 사람에게는 단백질을 결합할 수 있는 수용체가 없어 작용할 수 없다는 것이 실험으로 확인되었다. 바실러스 튜린겐시스가 생산하는 독소는 미생물 농약으로 1938년 이후 오랫동안 사용되고 있으며, 세계보건기구(WHO)와 경제협력개발기구(OECD)에서도 사람이 섭취하여도 안전하다고 발표하였다.

#### 반대 의견
GMO 작물은 살충 성분(Bt균)을 가지고 있기 때문에 사람에게도 위험하다. 또한 환경문제, 도덕적 윤리적 문제, 다국적 기업 및 선진국의 식량독점 문제 등을 일으킬 우려가 있다.

## 같이 보기
- 유전자 변형 생물